# Carlos Arias Navarro
Carlos Arias Navarro (Madrid, 11 de diciembre de 1908-Madrid, 27 de noviembre de 1989) fue un político español, presidente del Gobierno durante la dictadura franquista y la transición.
Era licenciado en Derecho, y ejerció como notario y fiscal. Tras el comienzo de la guerra civil española, tuvo un destacado papel en la dura represión que se produjo en Málaga tras su invasión por parte de las tropas franquistas, razón por la que fue conocido como el «Carnicerito de Málaga».
Fue gobernador civil de León, Tenerife y Navarra, así como director general de Seguridad (1957-1965), alcalde de Madrid (1965-1973), ministro de la Gobernación (1973), último presidente del Gobierno bajo el régimen franquista tras la interinidad de Torcuato Fernández-Miranda por el asesinato de Carrero Blanco y primero de la monarquía de Juan Carlos I (1973-1976). Arias fue acusado de haber tolerado terrorismo de Estado mientras fue presidente del Consejo de Ministros, en especial por los sucesos de Montejurra (1976). Dimitió el 1 de julio de 1976; al día siguiente le fue otorgado el marquesado de Arias Navarro.
Sus restos mortales se encuentran junto a los de su esposa en el cementerio de Mingorrubio del barrio madrileño de El Pardo.

## Biografía

### Formación y primeros años
Fue doctor en Derecho por la Universidad Central de Madrid, funcionario del Ministerio de Justicia de España en 1929, fiscal en Málaga y Madrid y notario. Tomó partido por el bando sublevado durante la guerra civil española. Manuel Fraga (en El cañón giratorio) y José María de Areilza (en Diario de un ministro de la monarquía) consideran que Arias Navarro antes de la guerra era vagamente afecto a la izquierda en diversos aspectos como el anticlericalismo. Influencias determinantes en su formación fueron la del catedrático Sánchez-Román o la de Azaña, bajo las órdenes del cual trabajó en el Ministerio de Justicia.
Su participación como fiscal en los consejos de guerra que el bando franquista promovió para castigar y, en su caso, ejecutar a los partidarios significativos de la República durante la Guerra Civil y la posguerra en la ciudad de Málaga, le valió el apodo de «El carnicero de Málaga». Debido a esta represión, se le atribuye haber participado en la muerte de más de 4300 leales al Gobierno de la República.

### Puestos en el franquismo
Tras la instauración de la dictadura franquista fue nombrado gobernador civil de León (1944), y después lo sería en Tenerife (1951). El 15 de octubre de 1954 fue nombrado gobernador civil y jefe provincial del Movimiento de Navarra, sustituyendo a Luis Valero Bermejo. Ese cargo suponía su nombramiento como consejero nacional del Movimiento en representación de dicha provincia. En 1957 accedió al cargo de director general de Seguridad, alto organismo encargado del orden público y el control de los cuerpos policiales. Durante este periodo destacó la detención del líder comunista Julián Grimau, que posteriormente sería condenado a muerte. Arias se distinguió al frente de la Dirección General de Seguridad en su labor represiva contra la oposición política antifranquista, siendo la mano derecha del ministro de la Gobernación Camilo Alonso Vega. Estuvo en este puesto durante ocho años, hasta 1965, cuando fue nombrado alcalde de Madrid.
Su gestión en la alcaldía de Madrid dio como resultado, entre otras cosas, la construcción de la Torre de Valencia, situada tras el parque del Retiro, que ya levantó polémica durante su construcción al considerarse que rompía la perspectiva de la Puerta de Alcalá desde la fuente de Cibeles, y que se ha llegado a calificar como «atentado contra el paisaje de Madrid». Las razones del permiso dado por Arias a su construcción parecen basarse en los cargos políticos de Javier Carvajal, arquitecto de la obra.
En junio de 1973 fue nombrado ministro de la Gobernación en el nuevo gabinete encabezado por el almirante Luis Carrero Blanco. Poco después, el asesinato del presidente del Gobierno (20 de diciembre de 1973) posibilitó su nombramiento para el mismo cargo, gracias a su proximidad a la familia del dictador, lo que le permitió no sólo evitar su destitución por incompetencia, sino garantizarse una situación favorable respecto al resto de candidatos a la sucesión.

### Presidencia del Gobierno
Durante su primer gobierno (1974), Arias dio signos de apertura del régimen en lo que se vino a llamar el «espíritu del 12 de febrero». Por esa razón, fue bien recibido por los sectores aperturistas del franquismo y objeto de una amplia difusión por los medios de comunicación. La oposición antifranquista, por el contrario, se mostró muy escéptica ante aquel anuncio. Sin embargo, desde el primer momento las presiones del denominado «búnker» (nombre con el que se designaba a los sectores más inmovilistas de la dictadura) frustraron rápidamente esa tentativa. Dado que las propuestas que se pretendían liberalizadoras al final resultaron ser de muy corto alcance, pronto decepcionaron a la opinión pública. Su acción de gobierno estuvo salpicada por el drástico inmovilismo que le impidió realizar cambios o reformas.
El 24 de febrero de 1974 era leída en las iglesias de Vizcaya una homilía del obispo de Bilbao, Antonio Añoveros Ataún, en la que, de forma no directa, este se mostraba favorable al uso de la lengua vasca, haciendo además una defensa de los valores y cultura de los vascos. El gobierno Arias reaccionó indignado ante lo que consideraba un grave ataque a la unidad de España y ordenó el arresto domiciliario tanto del obispo como de su vicario, llegando a enviar incluso un avión al aeropuerto de Sondika para trasladar al obispo fuera de España. Tanto el Vaticano como la Conferencia episcopal respaldaron a Añoveros y se mostraron firmes, llegando a amenazar con la excomunión de todo el gobierno si se producía la expulsión del obispo. El caso Añoveros estuvo a punto, incluso, de llevar a un conflicto diplomático con el Vaticano. Finalmente, Arias hubo de echarse atrás en sus propósitos, pero desde entonces fue evidente la crisis que existía entre la Iglesia católica y el franquismo. Unos días después tenía lugar otro suceso que echaba por tierra la voluntad aperturista: el 2 de marzo era ejecutado el anarquista catalán Salvador Puig Antich, condenado al garrote vil por la muerte de un comisario de policía que se produjo durante el operativo para la detención de otro anarquista, Xavier Garriga. A pesar de la ola de indignación y las protestas que se desataron en toda Europa, ni Franco ni el propio Arias se mostraron favorables a conmutar la pena de muerte. Con estos dos hechos quedaba definitivamente desprestigiado el anuncio aperturista del «12 de febrero». Incluso empezaban a darse, dentro de las filas del régimen, los primeros casos en los que se pedía una mayor apertura y a pedir reformas, tal y como hacían algunas personalidades a través de las publicaciones del «Grupo Tácito».
El atentado de la cafetería Rolando, perpetrado el 13 de septiembre de 1974 por el grupo terrorista ETA, supuso el último acto para que Arias abandonara cualquier atisbo reformista; el atentado también hizo crecer la virulencia del discurso inmovilista. Aquella actitud contraria a las reformas que Arias Navarro ya ostentaba se vio respaldada por reconocidos ultras, como el general Iniesta Cano o el falangista José Antonio Girón de Velasco. De hecho, este último ya había publicado un artículo en el diario Arriba donde alertaba sobre los aperturistas y demócratas «infiltrados» en la estructura del régimen que pretendían destruir el espíritu del 18 de julio. Así, las distintas crisis del franquismo se iban sumando hasta convertirse en una trampa perfecta para la propia dictadura.
Al comenzar el año 1975, el gobierno Arias se encontró con la frontal oposición de los sectores estudiantiles, el frente obrero y un aumento del problema terrorista con las acciones de ETA. Buena parte de la conflictividad obrera estaba relacionada con los efectos de la crisis del petróleo de 1973, que se había traducido en un importante crecimiento de la inflación. La actividad de los sindicatos ilegales (en especial de Comisiones Obreras, asociadas al PCE) creció al ritmo que también lo hacía el desapego de los empresarios con la política laboral del régimen. Esto provocó una situación anómala como fue que muchos empresarios prefirieran negociar directamente con los representantes obreros ilegales e ignoraran al Sindicato vertical.

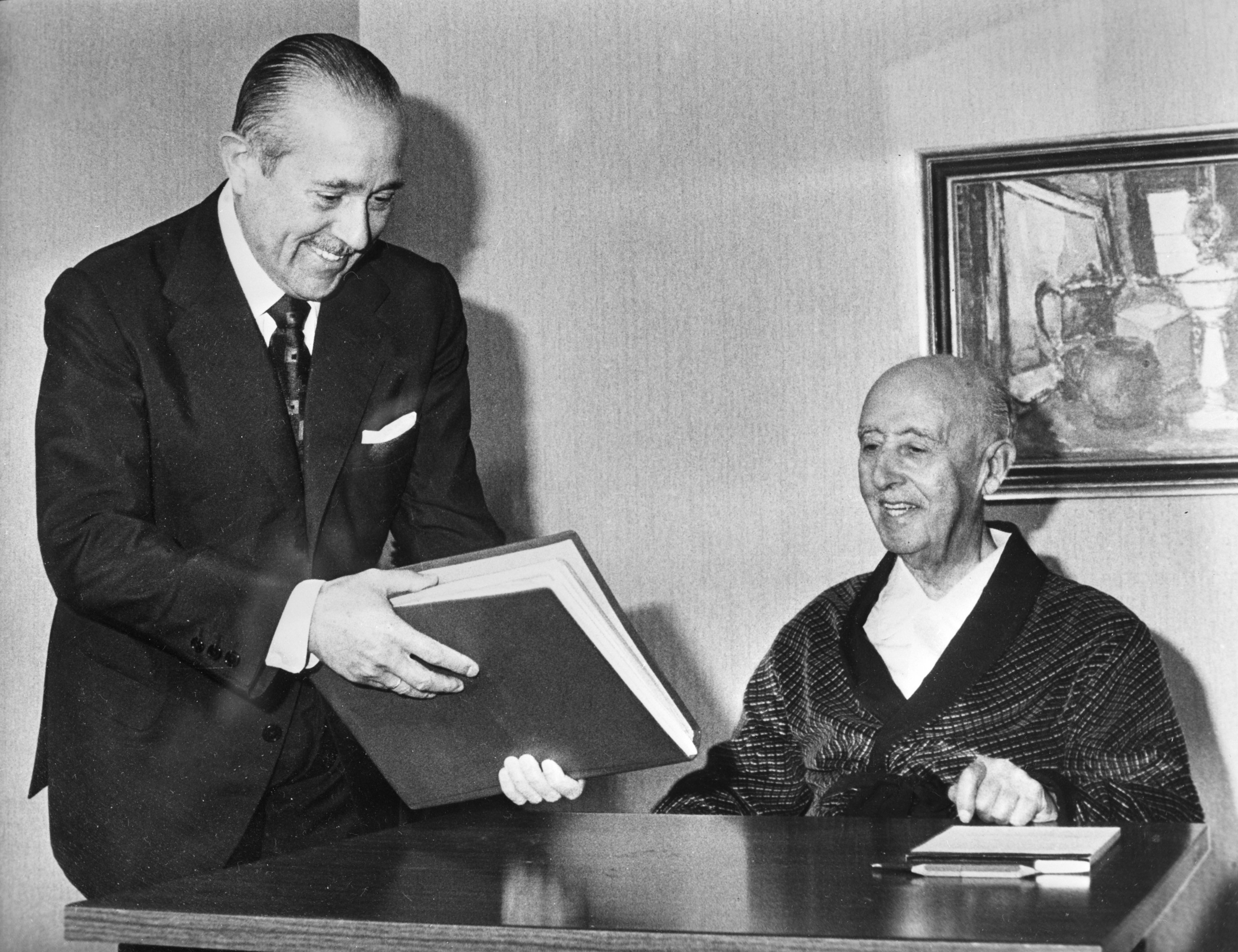
Carlos Arias Navarro junto a Franco en 1975.

Aquel verano ocurrió un hecho especialmente grave para el franquismo, y para Arias Navarro en particular, como fue la detención de varios oficiales de las Fuerzas Armadas acusados de pertenecer a la clandestina Unión Militar Democrática (UMD). En este ambiente de oposición al régimen, la represión se vio retroalimentada con la aprobación de un decreto ley contra el terrorismo, que en la práctica implicó el establecimiento de un estado de excepción permanente.
El final del año 1975 fue una sucesión de acontecimientos (ejecuciones de septiembre, Marcha Verde, enfermedad y muerte de Franco) que pusieron en evidencia la incapacidad de Arias Navarro al frente del gobierno. Ese mismo año se ofreció a los Estados Unidos para entrar en guerra contra Portugal, país en el que se había producido la llamada «Revolución de los Claveles» y que por aquel entonces se hallaba con un gobierno izquierdista en Lisboa. Los sucesos revolucionarios que desde 1974 estaban teniendo lugar en Portugal le hicieron menos partidario, aún si cabe, de continuar con las políticas aperturistas en España. Así, ante los norteamericanos, Arias Navarro llegó a mostrarse dispuesto a invadir Portugal. Por otra parte, en medio de una inmensa presión internacional por los fusilamientos de septiembre, y coincidiendo con los últimos días de vida de Franco, Arias Navarro cedió ante Marruecos y por los Acuerdos de Madrid cedió la administración de la provincia del Sáhara a Marruecos y Mauritania. Finalmente, fue Carlos Arias Navarro el encargado de anunciar la muerte de Francisco Franco a través del canal televisivo de Televisión Española, pronunciando la famosa cita: «Españoles, Franco ha muerto».

### Resistencia y apertura: franquismo sin Franco
Tras la muerte del dictador el 20 de noviembre de 1975, el nuevo rey Juan Carlos I depositó su confianza en el primer gobierno que formó y se esperaba que liderara las primeras reformas. Sin embargo, Arias Navarro careció del liderazgo necesario y se vio continuamente superado por aquellos ministros de mayor empuje, sobre todo Manuel Fraga (Gobernación) y José María de Areilza (Exteriores). Sus continuas desafecciones al ritmo e intensidad de los cambios y su insistencia en preservar el legado del dictador, en una sociedad que reclamaba públicamente la normalización democrática, propiciaron finalmente su caída. Por otro lado, tuvieron lugar dos hechos que ensombrecieron la imagen del gobierno: el 3 de marzo de 1976, durante los llamados «sucesos de Vitoria», la Policía Armada realizó disparos contra varios manifestantes que se saldaron con 5 muertos y más de un centenar de heridos. Varios meses después tenían lugar los «sucesos de Montejurra», en Navarra.
El 1 de julio de 1976, tras una tensa reunión con el rey, Arias Navarro presentó finalmente su dimisión. Al día siguiente, el rey le otorgó el título de marqués de Arias Navarro. Posteriormente a su salida, se hizo público que Arias Navarro había espiado sistemáticamente las conversaciones telefónicas de todos los que habían sido sus ministros, pero también del entonces príncipe Juan Carlos.

### Carrera posterior

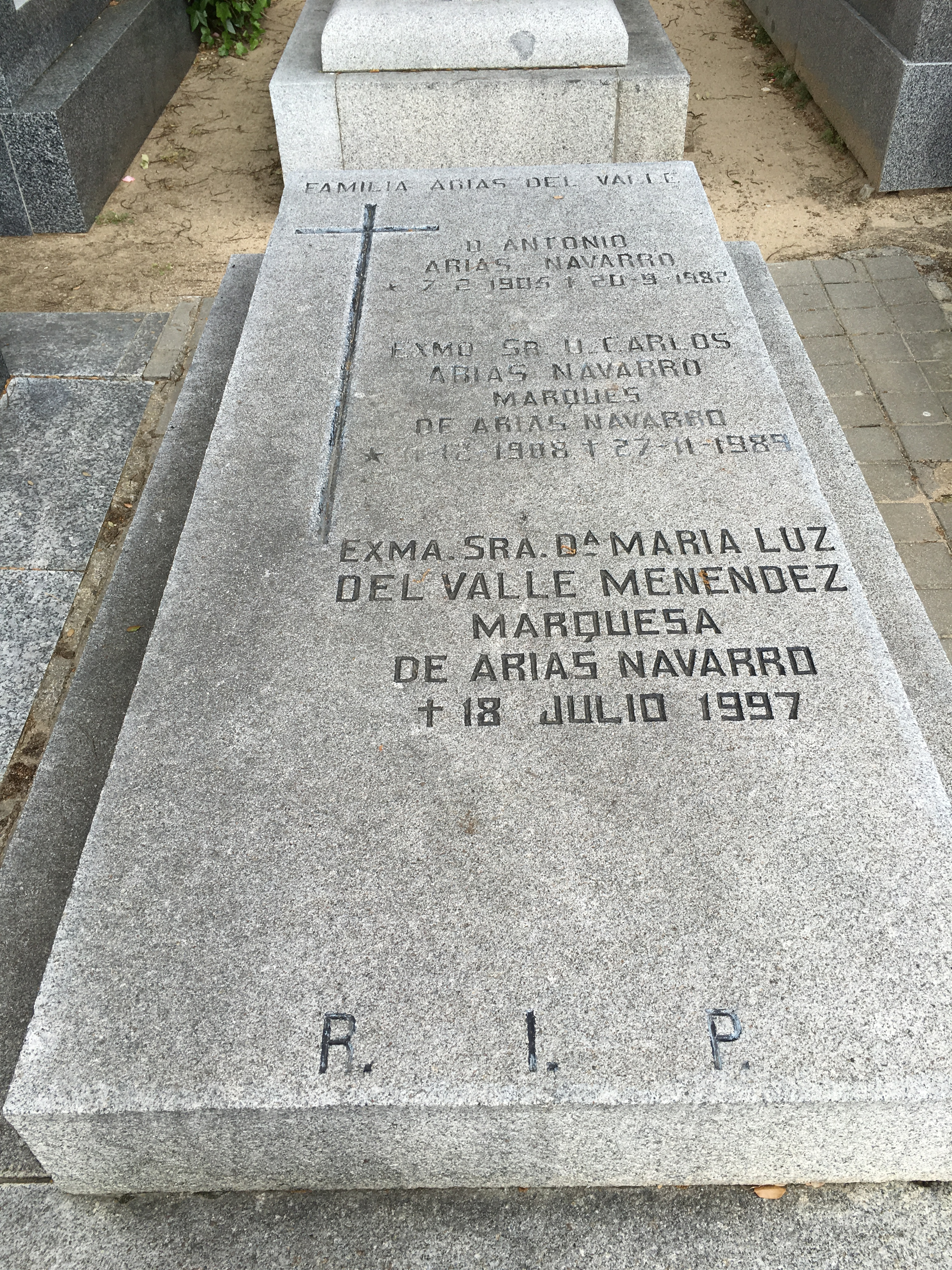
Tumba de Arias Navarro en el cementerio de Mingorrubio

En las primeras elecciones democráticas de 1977 se incorporó al partido Alianza Popular (AP), liderado por Manuel Fraga, siendo candidato al Senado por Madrid, pero no resultó elegido. Tras este fracaso no volvió a ocupar ningún otro papel relevante en la política española. Murió a finales de 1989 a los ochenta años de edad y fue enterrado en el cementerio de Mingorrubio.

## Homenajes
En 1973, su sucesor como alcalde de Madrid, Miguel Ángel García-Lomas Mata, dio su nombre a un parque creado en el madrileño barrio de Aluche. El homenaje fue retirado en 2016 por el Ayuntamiento de Madrid y la Junta Municipal de Latina de acuerdo con la Ley de Memoria Histórica, siendo renombrado este espacio verde como Parque Aluche.
En el municipio de Puerto de la Cruz lleva su nombre un complejo de viviendas.
Reconocimientos
- Medalla de Oro al Mérito Social Penitenciario (1946).[26]
- Gran Cruz de la Orden del Mérito Civil (1950).[27]
- Gran Cruz de la Orden de Isabel la Católica (1959).[28]
- Medalla de Oro de la Orden del Mérito Policial (1960).[29]
- Gran Cruz (con distintivo blanco) de la Orden del Mérito Militar (1961)[30]
- Gran Cruz de la Orden de San Raimundo de Peñafort (1962)[31]
- Gran Cruz de la Orden de Alfonso X el Sabio (1973).[32][33]
- Gran Cruz de la Orden de Carlos III (1977).[34]